# Nick Magnus
Nick Magnus (Havant, 1º febbraio 1955) è un tastierista, cantante, tecnico del suono, produttore discografico e compositore britannico, noto per la sua collaborazione con l'ex Genesis Steve Hackett, nonché per la sua carriera solista.

## Biografia
Dal 1978 al 1993 ha preso parte a tutti gli album con Steve Hackett, insieme a suo fratello, John Hackett. Il contributo di Magnus è stato particolarmente considerevole nell'album del 1981 Cured, che ha co-prodotto, e sul quale ha scritto (con Hackett) una canzone, "Funny Feeling", e ha anche programmato la famosa drum machine Linn LM-1.
Nick Magnus ha studiato pianoforte dai 6 ai 15 anni, organo da cattedrale dai 15 ai 18, poi da autodidatta. Ha iniziato la sua carriera musicale professionale all'inizio del 1976 con il gruppo rock sinfonico, The Enid. Poi ha trascorso due anni con il gruppo rock progressivo Autumn. Nel 1987 ha composto la colonna sonora del film horror Bloody New Year, diretto da Norman J. Warren.

## Discografia

### Solista
- 1993 - Straight On Till Morning
- 1999 - Inhaling Green
- 2004 - Hexameron
- 2010 - Children of Another God
- 2014 - N'Monix
- 2019 - Catharsis

### Con Steve Hackett
- 1975 - Voyage of the Acolyte
- 1978 - Please Don't Touch
- 1979 - Spectral Mornings
- 1980 - Defector
- 1981 - Cured
- 1982 - Highly Strung
- 1983 - Bay of Kings
- 1984 - Till We Have Faces
- 1988 - Momentum
- 1993 - Guitar Noir